# Michael Gambrill
Michael John "Mike" Gambrill (Brighton, East Sussex, 25 d'agost de 1935 - Kingston upon Thames, 8 de gener de 2011) va ser un ciclista anglès, que va córrer durant els anys 50 del segle xx.
El 1956 va prendre part en els Jocs Olímpics de Melbourne, en què guanyà la medalla de bronze en la prova de persecució per equips, junt a Thomas Simpson, Donald Burgess i John Geddes.
El 1960 participà en els Jocs Olímpics de Roma, però aquesta vegada sense sort, quedant eliminat en la primera ronda de la mateixa prova.
El 1958 va disputar els Jocs de la Commonwealth.